# ジョージ・ウェルド＝フォレスター (第2代フォレスター男爵)
第2代フォレスター男爵ジョン・ジョージ・ウェルド・ウェルド＝フォレスター（John George Weld Weld-Forester, 2nd Baron Forester PC、1801年8月9日 – 1874年10月10日）は、イギリスの貴族、トーリー党（のち保守党）の政治家。庶民院議員、儀仗衛士隊隊長を務めた。同時代には「ジョージ・フォレスター」の名前で知られ、セヴァーン・バレー鉄道の建設と領地の農業改良を推進した。

## 生涯
セシル・フォレスター（1811年にウェルド＝フォレスターに改姓、1821年にフォレスター男爵に叙爵）と妻キャサリン・メアリー（Katherine Mary、1779年4月29日 – 1829年5月1日、第4代ラトランド公爵チャールズ・マナーズの娘）の長男として、1801年8月9日にシティ・オブ・ウェストミンスターのサックヴィル・ストリートで生まれ、9月7日にピカデリーのセント・ジェームズ教会で洗礼を受けた。6歳のときに弟ジョージ・セシルとともにシュルーズベリーでジョージ王太子（のちの国王ジョージ4世）を代父として再び洗礼を受けた。1814年から1818年までウェストミンスター・スクールで教育を受けた後、1820年11月24日にオックスフォード大学クライスト・チャーチに入学した。オックスフォード大学で狩猟への興味が育った。
1822年8月に成人すると、父から3か月ごとに125ポンドの仕送りをもらい、ウェンロックの自由市民（freeman）に選出された。フォレスター家は16世紀のヘンリー8世の治世よりウェンロック選挙区で少なくとも1議席を掌握している家系であり、ジョージも成人した後の1826年イギリス総選挙でウェンロックから出馬した。父は1822年7月にウェンロックの有力者ポール・トムソンと妥協して、次の選挙の1度限りトムソンを2人目の議席に推薦することで合意しており、ジョージとトムソンは無投票で庶民院議員に当選した。
庶民院議員としては同時代の評価で怠惰とされ、トーリー党政権から後援されたにもかかわらず政権への十分な支持がなかったと批判された。議会ではカトリック解放に反対（1827年3月、1828年5月）、死去した首相ジョージ・カニングの遺族への援助金に賛成（1828年5月）、1827年6月にシュロップシャーからの審査法廃止反対請願を議会に提出した。1828年5月23日に父が死去すると、フォレスター男爵位を継承した。『英国議会史』でも「ウェンロックも国政も軽視した」と評されたが、貴族院移籍に伴う補欠選挙では弟ジョージ・セシルが無投票で当選した。
貴族院では常にトーリー党（のち保守党）を支持し、狩猟で登院できないときは初代ウェリントン公爵アーサー・ウェルズリーを代理投票者に登録した。1829年にウェリントン公爵と同じくカトリック解放を支持し、1831年と1832年に第1回選挙法改正に反対、1832年に設立された保守党のカールトン・クラブにも加入した。またベンジャミン・ディズレーリの友人だった。
第二次ピール内閣において、1841年9月8日に儀仗衛士隊隊長に任命され、14日に枢密顧問官に就任した。1846年7月に内閣が倒れると、フォレスター男爵も儀仗衛士隊隊長を退任した。
父からドットヒル、ロス・ホール（Ross Hall）、ウィリーといったシュロップシャーを相続しており、セヴァーン・バレー鉄道の建設と領地の農業改良を推進したほか、鉄、石炭の鉱床の管理を慎重に行い、次代である弟にバトンを渡した。
1874年10月10日にシュロップシャーのウィリー・パーク死去、弟ジョージ・セシルが爵位を継承した。

## 家族
1856年6月10日にアレクサンドリネ・ユリアーネ・テレーゼ・ヴィルヘルミーネ・ゾフィー（Alexandrine Juliane Therese Wilhelmine Sophie、1818年1月5日 – 1894年7月7日、モルティメル・フォン・マルツァン伯爵の娘、第3代メルバーン子爵フレデリック・ラムの未亡人）と結婚したが、死産した1男しかもうけなかった。